# Tout (chanson de Lara Fabian)
Tout est une chanson de Lara Fabian, issue de son album de 1996 Pure et publiée en single.

## Développement et composition
La chanson a été écrite par Lara Fabian et composée par Rick Allison. L'enregistrement a été produit par Rick Allison et Charles Barbeau.

## Liste des pistes
Single CD (1996, Polydor 573 884-2, France)
1. Tout (3:47)
2. Les amoureux de l'an deux mille (4:52)

## Classements
| Classement (1996)                       | Meilleure position |
| --------------------------------------- | ------------------ |
| Belgique (Wallonie Ultratop 50 Singles) | 2                  |
| France (SNEP)                           | 4                  |